# Папа Лав VI
Папа Лав VI (преминуо фебруара 929. године) био је на челу Католичке цркве нешто више од седам месеци. Од јуна 928. године па до смрти фебруара 929. године. Његов понтификат био је у периоду познатом као мрачно доба папинства (лат. Saeculum obscurum).

## Биографија
Лав VI рођен је у римској породици, његов отац Кристофер био је примицерије папи Јовану VIII око 876. године. према традицији он је био члан Сагнвини породице. Непосредно пред избор за папу, Лав је служио кардинал-свештеника у цркви свете Сузане.
Лав је изабран за папу око јуна 928. године током периода анархије. Изабран је од стране сенаторке Мароције која је задобила контролу над Римом доминацијом њеног мужа Гаја од Тоскане, он је наредио хапшење и убиство Лавовог претходника папе Јована X.
Током свог кратког понтификата, Лав је потврдио одлуке синода у Сплиту. Он је завршио истрагу свог претходника око црквене ситуације у Далмацији, и наставља да даје палијум Јовану, надбискупу Салоне, наређује свим далматинским епископима да му се покоравају. Он је такође наређује бискупу Нона и другима да се ограниче у оквиру својих бискупија. Лав тада издаке забрану уласка кастрата у савез брака. Издао апел за помоћ против арапских пљачкаша који су претили Риму, наводећи да:
„ко је умро веран овој борби, неће му бити забрањен улазак у небеско краљевство“
француски хроничар Флодоард каже за њега:
„Мудрошћу Светог Петра, Лав VI је изабран и примљен, сачуван је седам месеци и пет дана, а као и његови претходници, он се придружио пророцима.“ 
Лав је преминуо фебруара 929. године, наслеђује га папа Стефан VII. Сахрањен је у базилици Светог Петра.